# Adorned Brood
Adorned Brood — фолк-метал-группа из Германии.

## История

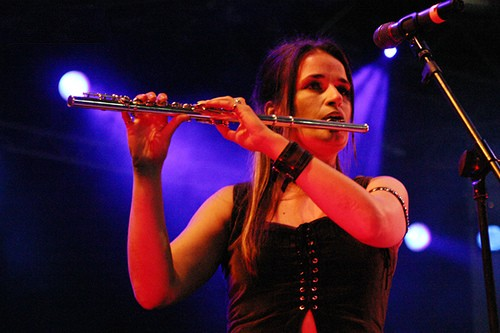
Ingeborg Anna Baumgärtel, Metal Inferno Festival, April 2007

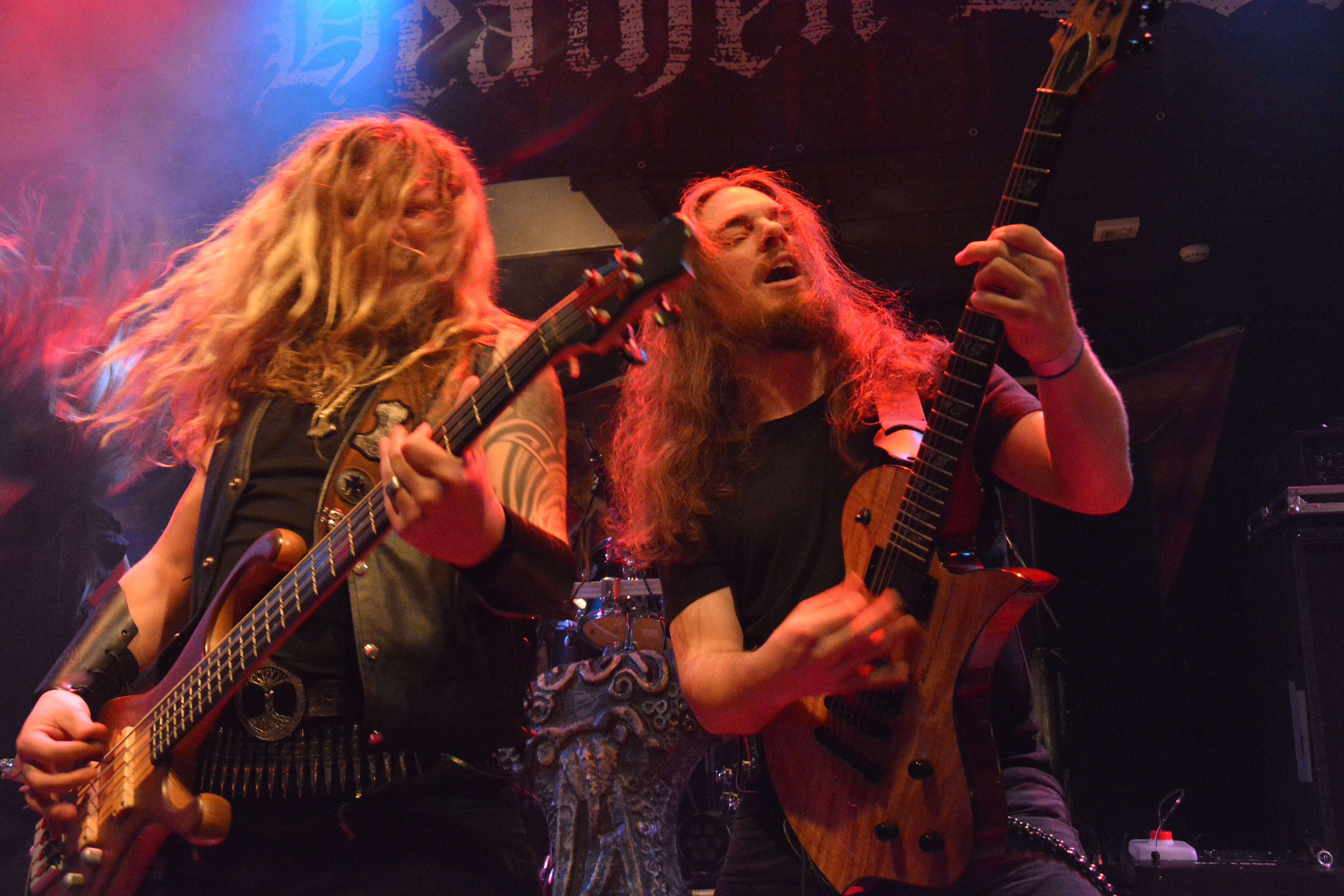
Adorned Brood, Heathen Rock 2014

Музыкальный коллектив Adorned Brood был образован в 1993 году. В конце того же года в группу приходит басист Teutobod Frost и в 1994 году записывают демо Phobos/Deimos. Начало 1995 года ознаменовалось уходом из Adorned Brood гитариста и вокалиста. Новым вокалистом стал Teutobod Frost. В том же году Adorned Brood записывают демо Wapen, и годом спустя в составе появляется женский вокал Ingeborg Anna. Несколькими месяцами позже Adorned Brood подписывают контракт с Folter Records и издают дебютный альбом Hiltia (что «война» или «битва» на старогерманском).
Чуть ранее в октябре Adorned Brood выступают в Берлине, Лейпциге, Бишофсверде, Росток с группами Ms Stubnitz, Impending Doom, Lord Belial, Persophone.
В 1997 году подписан контракт с новым лейблом — Atmosfear Records. В июле этого же года Adorned Brood выступают на фестивале Under the Black Sun. В августе был записан второй полноформатный альбом Wigand (в переводе «воин») и издан в феврале 1998 года.
В 1998 году Adorned Brood опять меняют лейбл и подписываются на Invasion Records, через год лейбл обанкротился и группа перешла на Moonstorm Records.
В 2000 году выходит третий по счёту полноформатный альбом Asgard и Adorned Brood выступают на разогреве у Subway to Sally.
Следующий полноформатный альбом Erdenkraft получил высокие баллы и заслужил большое внимание в музыкальной прессе: 89/100 на www.metalstorm.de, 5/6 на www.scream-magazine.de, Legacy 13/15, Hammer 5/7, Metal Heart 8/10.

## Дискография
- 1994 — Phobos/Deimos (демо)
- 1995 — Wapen (демо)
- 1996 — Rehearsal '96 (демо)
- 1996 — Hiltia
- 1998 — Wigand
- 2000 — Asgard
- 2002 — Erdenkraft
- 2006 — Heldentat
- 2008 — Noor
- 2010 — Hammerfeste
- 2012 — Kuningaz